# گرگوری وایت
گرگوری وایت یا گرگ وایت (به انگلیسی: Gregory Whyte)، دارندهٔ نشان امپراتوری بریتانیا (متولد ۲۱ ژوئن ۱۹۶۷)، و همچنین معروف به سوپر-گرگ، المپیکی سابق و دانشمند و فیزیولوژیست ورزشی است. او مدال برنز اروپا و نقره مسابقات قهرمانی جهان را بدست آورد، همچنین در دو بازی المپیک شرکت کرد و نماینده بریتانیای کبیر در پنج‌گانه مدرن بود.
وایت در کمیک رلیف مشارکت داشته‌است. نقش او تربیت و مربیگری افراد مشهوری است که برای امور خیریه چالش‌هایی را پیش رو دارند، مانند: کمدین دیوید والیامز، جان بیشاپ، جیمز کراکلن، شریل کول، گری بارلو، و ادی ایزارد.
وایت پروفسور ورزش‌های کاربردی و علوم ورزشی در دانشگاه جان مورز لیورپول و از مقامات انگلیسی در زمینه فیزیولوژی ورزش، عملکرد ورزشی، و توانبخشی است؛ و بنیانگذار CHHP در خیابان هارلی لندن است.

## افتخارات
وایت به دلیل خدماتش در ورزش، علوم ورزشی، و امور خیریه به عنوان والا مقامی امپراتوری بریتانیا در افتخارات سال نو ۲۰۱۴ منصوب شد.